# Зона 414
Зона 414 (Zone 414) — американський науково-фантастичний трилер 2021 року, знятий режисером Ендрю Бердом у його дебютному повнометражному фільмі — за сценарієм Браяна Едварда Хілла. Продемонстрований у США 3 вересня 2021 року компанією «Saban Films».

## Про фільм
Дія відбувається в недалекому майбутньому у колонії надсучасних гуманоїдних роботів. Який наступний крок людства після створення роботів? Побудувати для них міста і влаштувати повне підпорядкування.
Один бізнесмен створив зону, де андроїди надають відвідувачам різні послуги. Його дочка безслідно зникла, і чоловік наймає приватного детектива Девіда Кармайкла, щоб він повернув її додому. Девід об'єднується з Джейн, високорозвиненим і самосвідомим штучним інтелектом, щоб відшукати зниклу дочку.
Рухаючись крізь небезпечні залізні джунглі, детективи швидко розгадують таємницю. І розкривають злочин, який змушує їх поставити під сумнів походження зони 414 та справжню мету «Міста роботів».

## Знімались
| Актор                       | Роль                                    |
| --------------------------- | --------------------------------------- |
| Гай Пірс                    | Девід Кармайкл                          |
| Матільда Лутц               | робот Джейн                             |
| Джонатан Еріс               | Джозеф Вейдт                            |
| Колін Селмон                | Гевторн                                 |
| Йоханнес Хаукур Йоханнессон | Рассел                                  |
| Нед Деннегі                 | Джордж                                  |
| Олвен Фуере                 | Роял                                    |
| Антонія Кемпбелл-Г'юз       | Джаден                                  |
| Фіоннула Фленаґан           | постачальниця послуг з догляду за Джейн |
| Тревіс Фіммел               |                                         |
| Меггі Кронін                |                                         |